# 헬로! 발바리
《헬로! 발바리》는 2003년 1월 1일부터 2003년 6월 6일까지 방송된 KBS 2TV 일일 드라마이다. 강철수 작가의 대표만화 《발바리의 추억》을 원작으로 했는데, 원래 2002년 12월 초에 시작할 예정이었으나 캐스팅 문제 때문에 어려움을 겪어왔고 이에 KBS 드라마본부는 당초 2002년 11월 말에 종영할 계획이었던 전작 《결혼합시다》를 작품의 완성도를 높이기 위해 1개월 추가 연장하여, 12월 27일에 종영했으며, 본방송 시점을 2003년 1월 1일로 최종 확정하였다.
한편, 원작자 강철수씨가 드라마를 직접 집필하여 화제가 됐으나 KBS 측에서 술 담배 여관 등의 내용을 다루지 말라는 것 때문에 강철수 작가가 제작진과 마찰을 빚은 데다 억지-비정상적인 설정 외에도 당시 30대 초반이었던 권오중이 대학생 발바리 역을 하기엔 너무 나이가 많다는 지적 등 여러 가지 이유 탓인지 동시간대 SBS 일일시트콤 《똑바로 살아라》에 밀려 고전을 면치 못했는데 권오중 (발바리 역)은 이 작품 캐스팅 물망에 올랐지만 코믹한 이미지로 굳어질까봐 고사한 바 있었다.
이후, SBS가 SBS 자회사 SBS 프로덕션에서 외주제작한《소문난 여자》이후 기대 이하의 성적에 그친 일일드라마의 슬럼프를 만회하기 위해 첫 회(2003년 5월 19일)부터 《똑바로 살아라》와 시간대를 맞바꿔 9시 20분으로 조정된 한편 SBS 프로덕션에 외주제작을 의뢰했던 《연인》과 당초 평일 오후 10시 35분에 편성됐으나 iTV가 월~목 9시 30분 편성된 《해바라기 가족》을 끝으로 일일드라마를 폐지하는 대신 2003년 2월 3일부터 월~금 오후 9시 30분으로 이동한 iTV 평일 연예정보 프로그램 <연예로드쇼 하이파이브> 때문에 시청률이 갈수록 떨어졌고 KBS 드라마본부는 《헬로 발바리》를 끝으로 2TV 일일극을 잠정 폐지했으며 김채연 (미나 역)은 2001년 납치 자작극 사건 이후 하락세를 보여 해당 작품을 끝으로 한동안 파티스타일리스트로 활동해왔다가 2013년 KBS 1TV 《지성이면 감천》으로 안방극장에 돌아왔다.

## 줄거리
예쁜 여자를 ‘발발’거리며 쫓아다니는게 취미이지만 심약하고 우유부단해 늘 퇴짜만 맞는 ‘발바리’의 이야기를 그린 드라마

## 등장 인물

### 주요 인물
- 권오중 : 발바리 역
- 이재은 : 길자 역
- 김성환 : 김태성 역
- 양금석 : 김명순 역
- 이혜숙 : 민지 엄마 역
- 정혜영 : 민지 역(아역)
- 이기열 : 두식 역
- 정재곤 : 현석 역
- 김채연 : 미나 역
- 정상훈 : 만구 역
- 임호택 : 기철 역(아역)
- 김영배 : 기철 아빠 역
- 조양자 : 기철 엄마 역
- 토모 : 최만보 역

## 결방
- 2003년 3월 3일 : 한국방송공사 30주년 특집 <KBS 코미디 30년> 편성으로 결방

## 참고 사항
- <여자는 왜?>[10] 이후 두 번째로 씨에이에이(CAA)에서 외주제작한 KBS 2TV 일일드라마이다.
- 발바리 역으로 나온 권오중은 해당 작품 초중반부 때 경쟁한 SBS 시트콤 <똑바로 살아라> 캐스팅 제의를 받았으나[11] 코믹한 이미지로 굳어질까봐 고사하였다.
- 동명의 만화가 원작이다 보니 일일연속극에는 장르가 맞지 않았다는 비판이 있었다.
- SBS 시트콤 <똑바로 살아라>에 밀려 낮은 시청률을 기록하였으며 급기야 KBS 측에서[12] 술 담배 여관 등의 내용을 다루지 말라는 것 탓인지 원작자 겸 초반 집필자 강철수 작가가 제작진과 마찰을 빚어 도중하차했다.
- 이후, <똑바로 살아라>가 2003년 5월 19일부터 8시 50분으로 이동함에 따라[13] 9시 20분으로 시간대를 변경한 SBS 일일드라마 <연인> 뿐 아니라 당초 평일 오후 10시 35분에 편성됐으나 iTV가 월~목 9시 30분 편성된 《해바라기 가족》을 끝으로 일일드라마를 폐지하는 대신[14] 2003년 2월 3일부터 밤 오후 9시 30분으로 이동한 iTV 평일 연예정보 프로그램 <연예로드쇼 하이파이브> 때문에 고전을 면치 못하자 KBS는 <헬로!발바리>를 끝으로 2TV 일일극을 잠정 폐지했다.